# 200 по встречной (трибьют-альбом)
«200 по встречной» — трибьют-альбом группе «Тату», выпущенный 5 ноября 2021 года на лейбле Lookport. Релиз приурочен к 20-летию дебютного альбома группы «200 по встречной».

## Описание
Альбом состоит из 26 композиций общей длительностью 1 час 25 минут. Работа над релизом происходила в сотрудничестве с соавторами дуэта «Тату» — Еленой Кипер, Сергеем Галояном, Валерием Полиенко, чьи песни в основном и представлены на трибьюте.
В поддержку трибьюта его участники 20 ноября 2021 года выступили в крупнейшем концертном зале России «Music Media Dome».

## Реакция группы
Концертный директор Юлии Волковой Катерина Дорош сообщила, что «Тату» не имеет никакого отношения к альбому с каверами. Она также уточнила, что бывшие солистки дуэта (в том числе Лена Катина) не отказывались принимать участие в записи трибьют-альбома.

## Отзывы
Борис Барабанов: «Несмотря на то, что мелодически и гармонически многие песни t.A.T.u. не так уж и ярки, и нужно сильно постараться, чтобы найти в них нераскрытые музыкальные глубины, альбом важен как напоминание о том, что вообще-то были у нас вот такие времена».
Михаил Козырев оценил релиз высоко, а продюсер t.A.T.u Иван Шаповалов сказал, что «ему очень приятно, что альбом состоялся и это дань уважения группе, которую он создал».
Алексей Мажаев оценил альбом в основном положительно. Единственное, на чём сделал акцент рецензент в негативном контексте — это рэп-версии, дописки собственных куплетов, обработки в стиле фанк. Ему показалось, что подобное здесь «по большей части „не в кассу“».

## Чарты
Наивысшая позиция в российском чарте iTunes — 3 место.

## Список композиций
По информации из Apple Music:
| №                   | Название                            | Исполнитель                           | Длительность |
| ------------------- | ----------------------------------- | ------------------------------------- | ------------ |
| 1.                  | «Не догонят»                        | Даня Милохин                          | 2:02         |
| 2.                  | «Мальчик-гей»                       | Монеточка                             | 2:32         |
| 3.                  | «30 минут»                          | Вера Брежнева                         | 3:15         |
| 4.                  | «Клоуны»                            | White Punk и ЛСП                      | 2:28         |
| 5.                  | «Я твоя не первая»                  | Надежда Дорофеева                     | 2:40         |
| 6.                  | «Не верь, не бойся»                 | Манижа                                | 4:17         |
| 7.                  | «Обезьянка-ноль»                    | Алёна Швец                            | 3:48         |
| 8.                  | «All the Things She Said»           | Polina                                | 3:00         |
| 9.                  | «Зачем я?»                          | Моя Мишель                            | 3:51         |
| 10.                 | «Простые движения»                  | Винтаж                                | 3:50         |
| 11.                 | «220»                               | Ваня Дмитриенко                       | 2:22         |
| 12.                 | «Люди-инвалиды»                     | Молчат дома                           | 4:42         |
| 13.                 | «Новая модель»                      | Reflex                                | 3:18         |
| 14.                 | «Я сошла с ума»                     | Слот                                  | 4:17         |
| 15.                 | «Sacrifice»                         | Рита Дакота                           | 2:49         |
| 16.                 | «Не верь, не бойся»                 | Нервы                                 | 2:56         |
| 17.                 | «Нас не догонят»                    | Алла Пугачёва и София Ротару          | 3:51         |
| 18.                 | «Люди-инвалиды»                     | IOWA                                  | 2:44         |
| 19.                 | «Cosmos (Outer Space)» (ARTY remix) | Сергей Галоян и Arty                  | 3:15         |
| 20.                 | «Обезьянка-ноль»                    | Favlav                                | 3:44         |
| 21.                 | «Новая модель»                      | White Punk                            | 1:54         |
| 22.                 | «Зачем я?»                          | Guru Groove Foundation и Егор Сесарев | 2:56         |
| 23.                 | «Сошла с ума»                       | Клава Кока                            | 2:29         |
| 24.                 | «30 минут»                          | Женя Любич                            | 3:50         |
| 25.                 | «All the Things She Said»           | Имани                                 | 4:10         |
| 26.                 | «Нас не догонят» (Instrumental)     | Дмитрий Маликов                       | 4:01         |
| Общая длительность: | Общая длительность:                 | Общая длительность:                   | 1:25:01      |